# Hrabstwo Putnam (Nowy Jork)
Putnam – hrabstwo (ang. county) w stanie  Nowy Jork w USA. Populacja wynosi 95 745 mieszkańców (stan według spisu z 2000 r.).
Powierzchnia hrabstwa wynosi 638 km². Gęstość zaludnienia wynosi 160 osób/km².

## Miasta
- Carmel
- Kent
- Patterson
- Philipstown
- Southeast
- Putnam Valley

## Wioski
- Cold Spring
- Nelsonville
- Brewster

## CDP
- Brewster Hill
- Carmel Hamlet
- Lake Carmel
- Mahopac
- Peach Lake
- Putnam Lake